# Ожика колосиста
Ожика колосиста, мохнатка колосиста (Luzula spicata) — вид трав'янистих багаторічних рослин родини ситникові (Juncaceae).

## Опис
Багаторічні рослини, як правило, (5)10–30(40) см заввишки з короткими кореневищами. Прикореневі листки численні, 2–15 см × 1–4 мм. Суцвіття з довгою головною віссю й багатьма майже сидячими багатоквітковими кластерами (кожен 1–25 мм). Листочки оцвітини приблизно рівні, довгасто-ланцетні, загострені, коричневі. Капсули від світло- до темно-коричневих або червонуваті. Насіння коричневе, (0.8)0.9–1.1(1.3) мм довжиною, (0.5)0.6–0.7 мм завширшки; придаток білувато-жовтуватий, 0.1(0.2) мм довжиною. 2n=24.

## Поширення
Поширений у Марокко, Євразії (у т. ч. Україні) й Північній Америці (Сен-П'єр і Мікелон, Гренландія, Канада, США). Населяє відкриті кам'янисті ґрунти в горах, альпійські схили та пустки.
В Україні зростає на скелях, кам'янистих місцях — у субальпійському поясі Карпат.

## Галерея

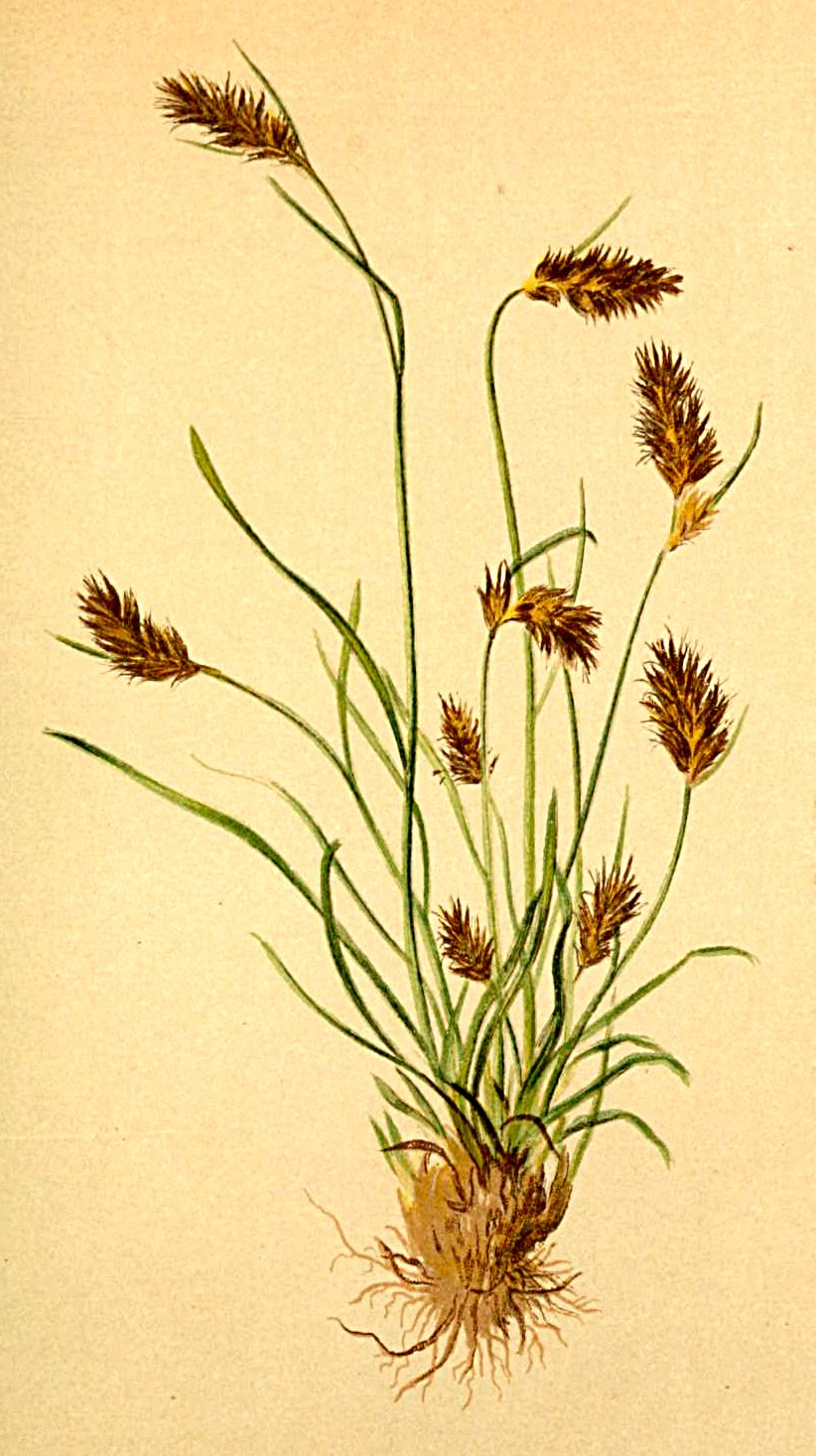